# Ferrari

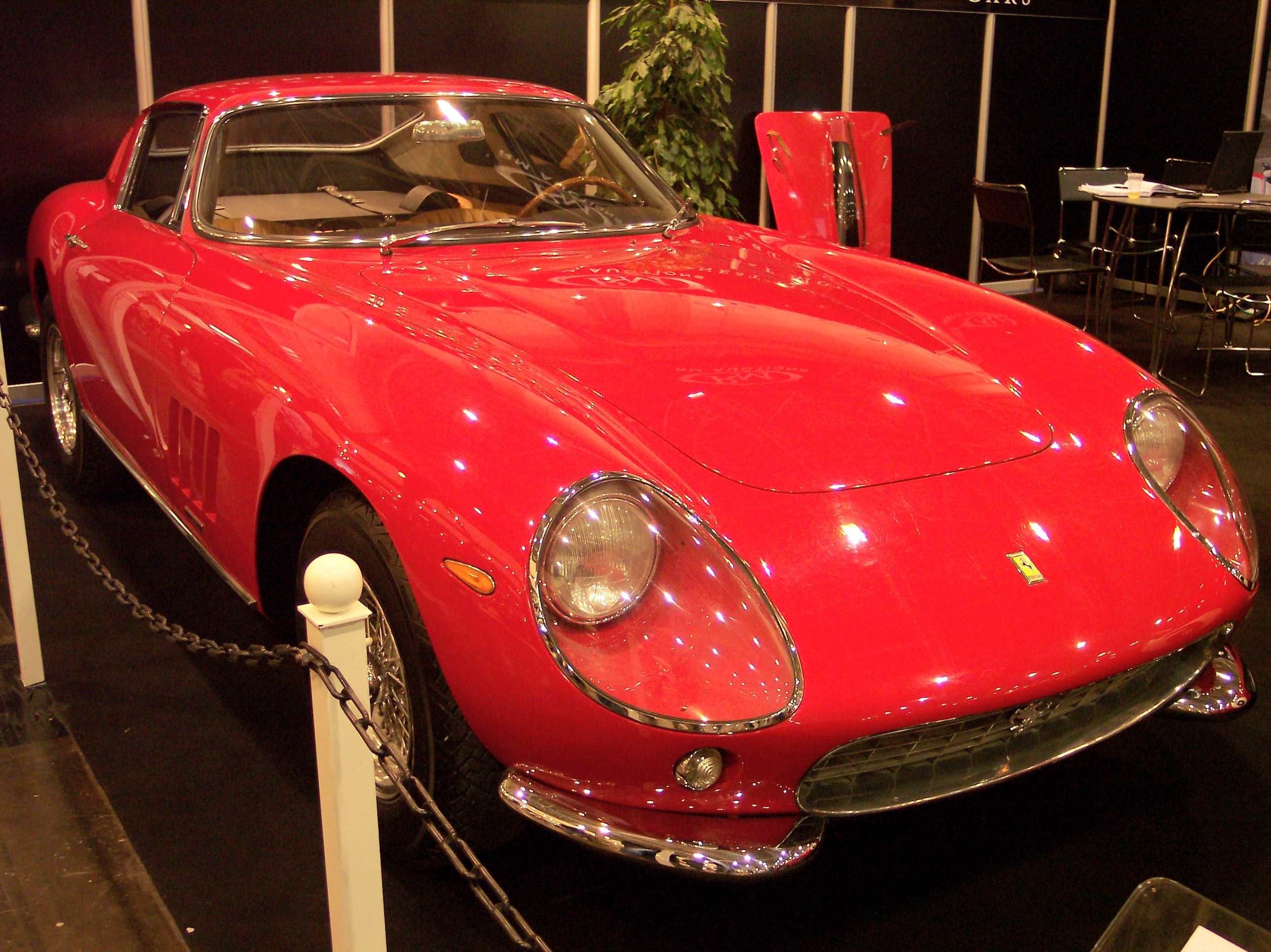
Ferrari 275 GTB

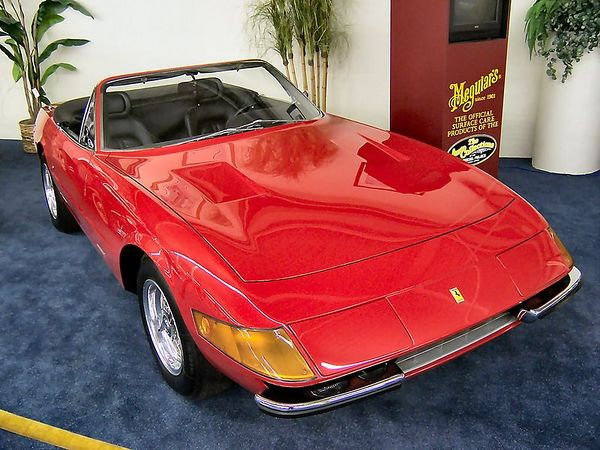
Ferrari Daytona

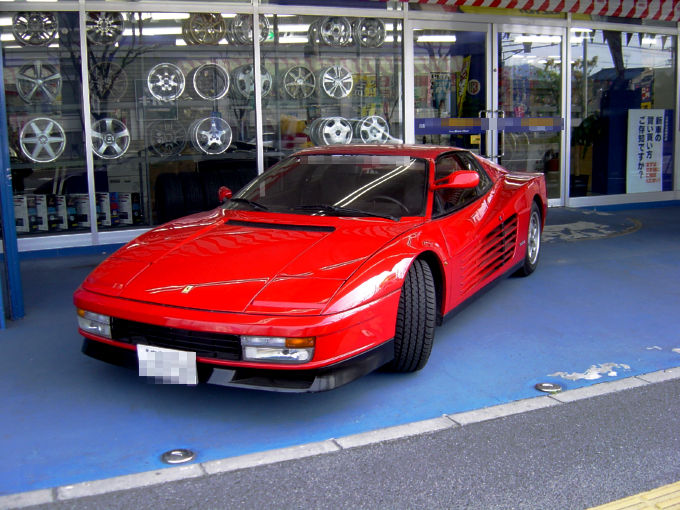
Ferrari Testarossa

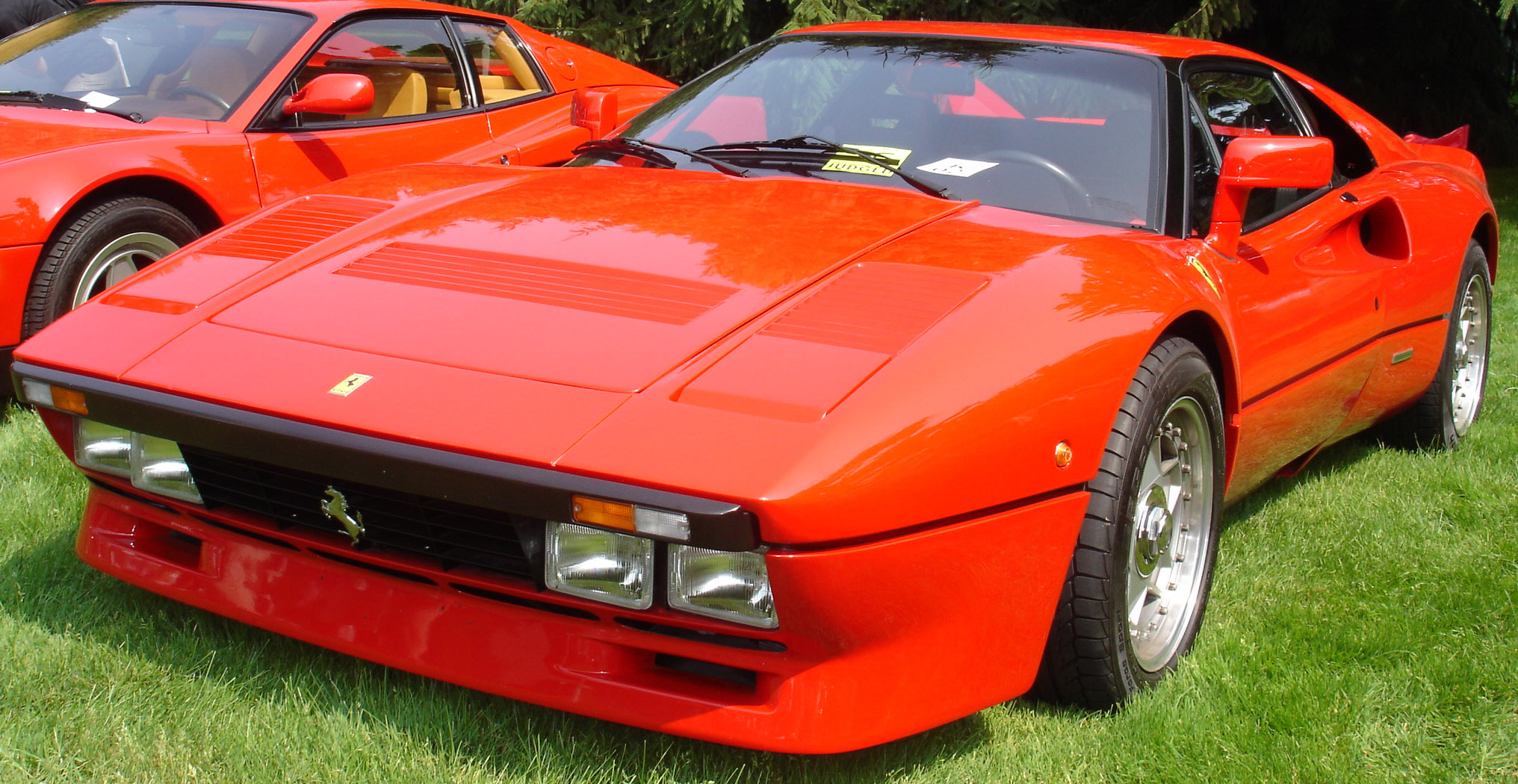
Ferrari 288 GTO

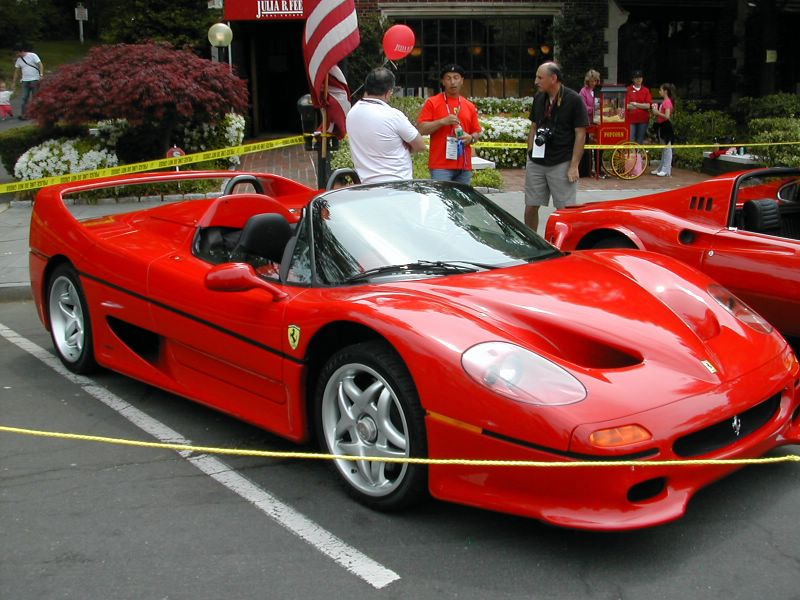
Ferrari F50

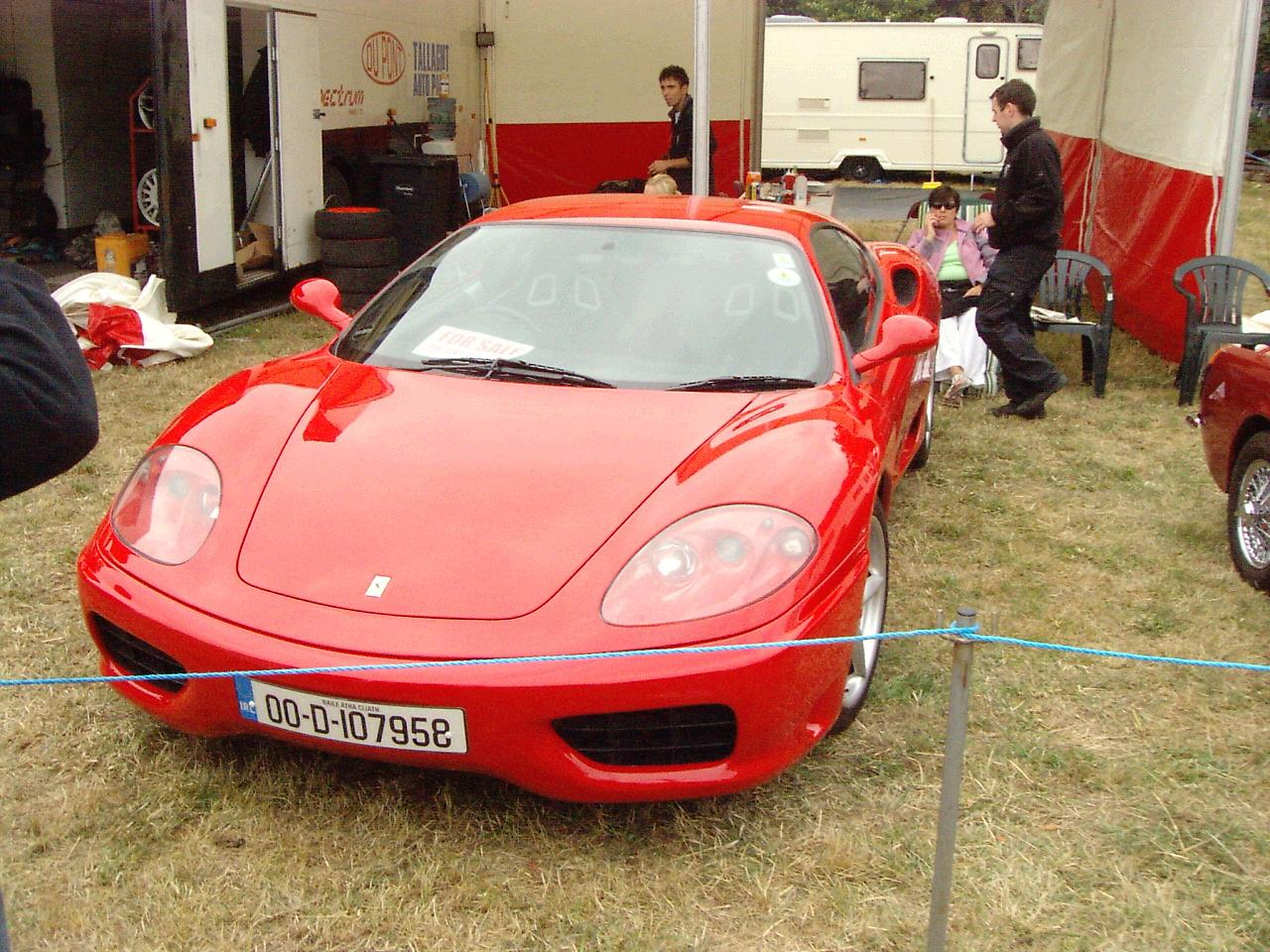
Ferrari 360 Modena

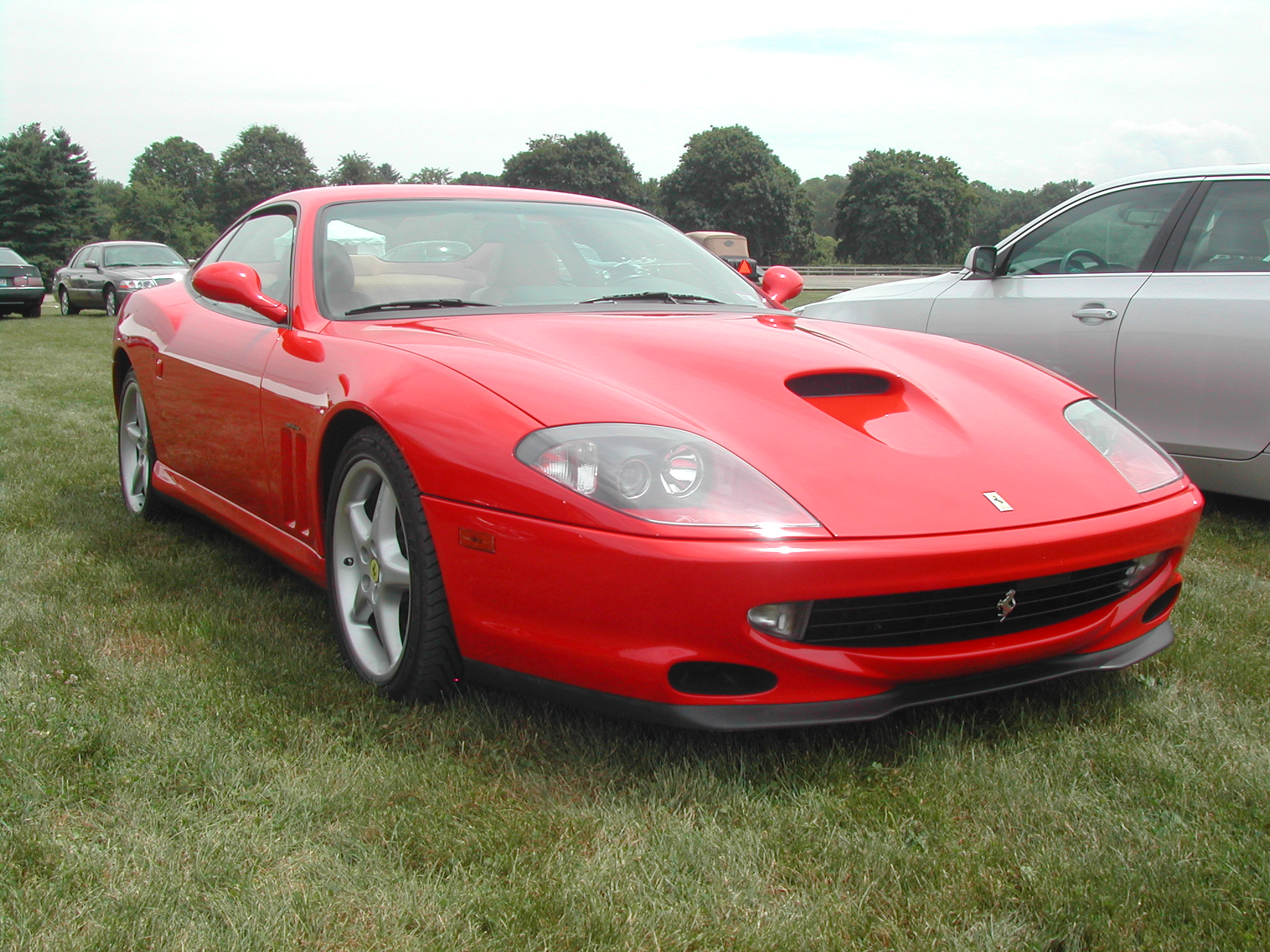
Ferrari 550 Maranello

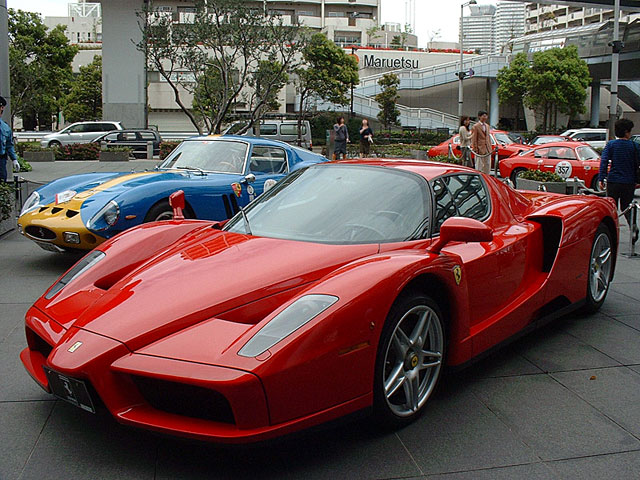
Ferrari Enzo

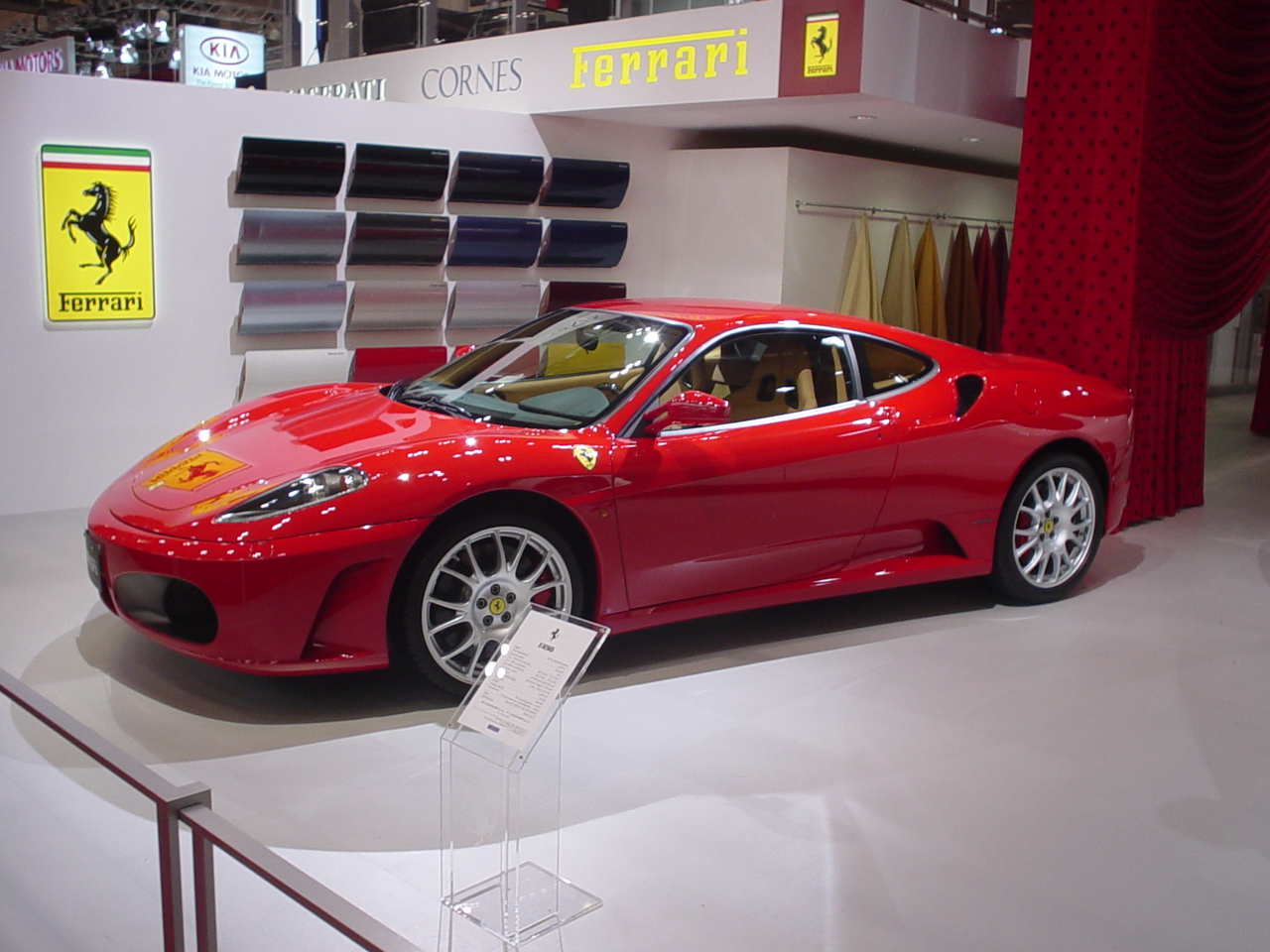
Ferrari F430

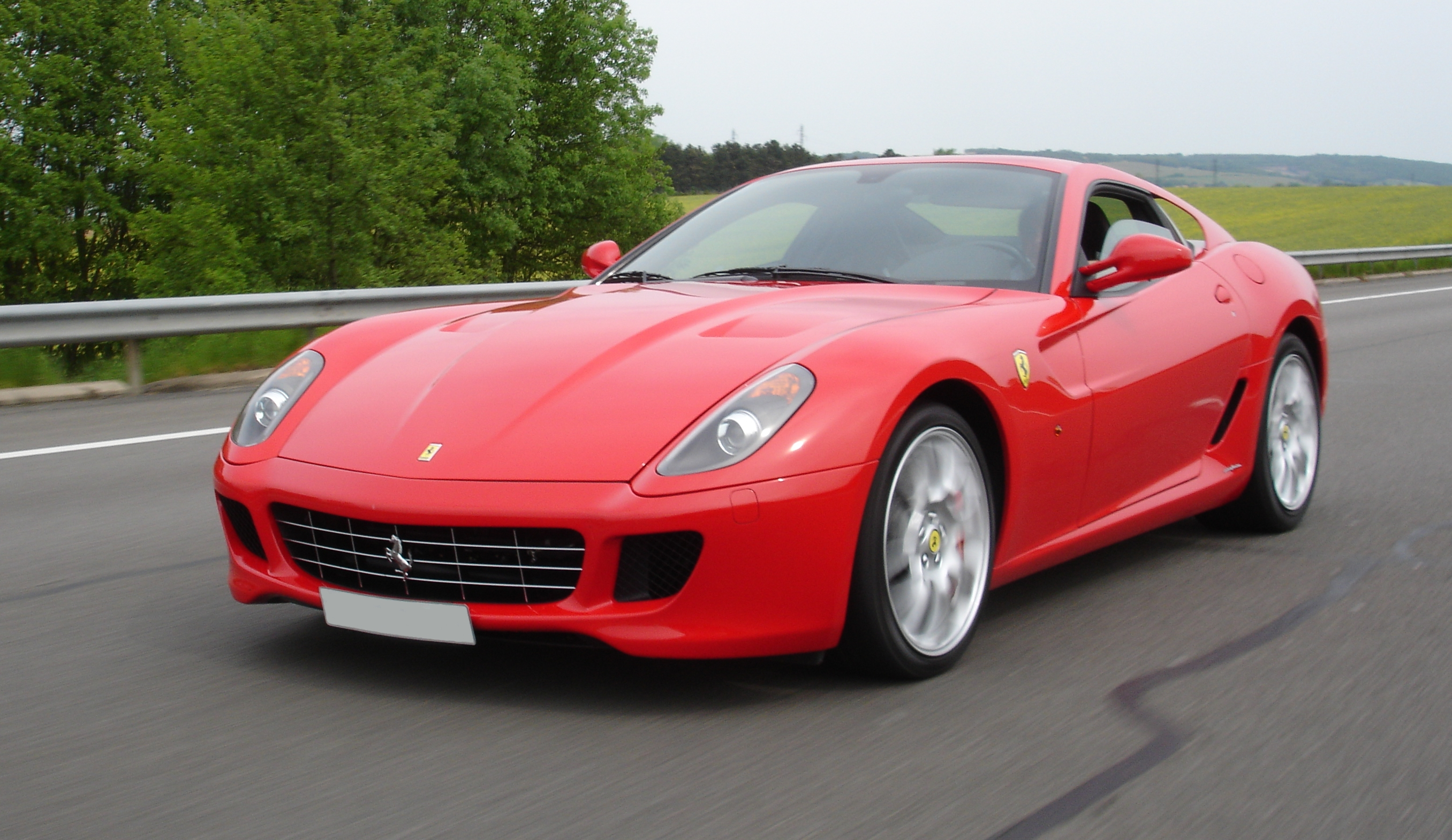
Ferrari 599 GTB Fiorano

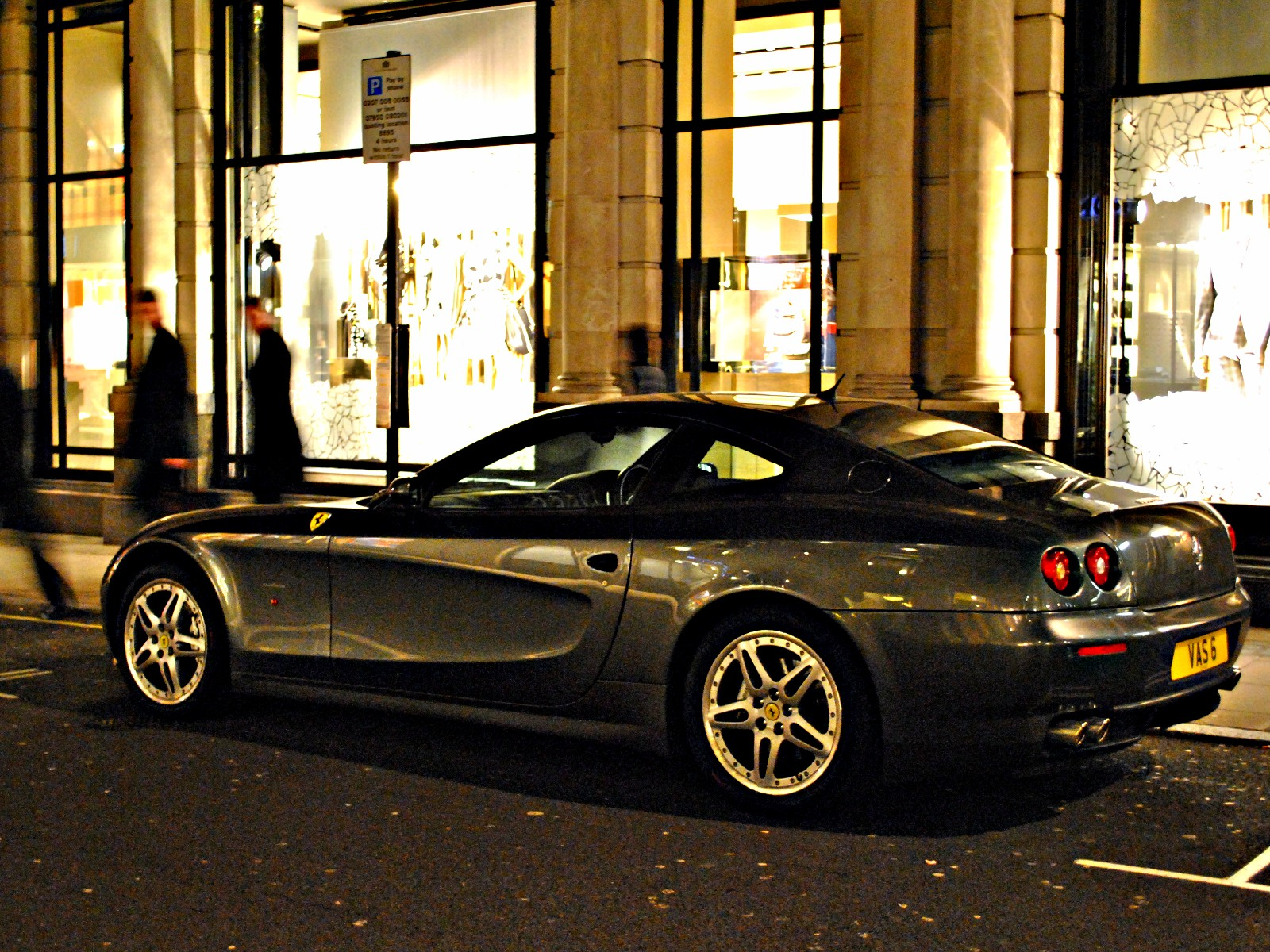
Ferrari 612 Scaglietti

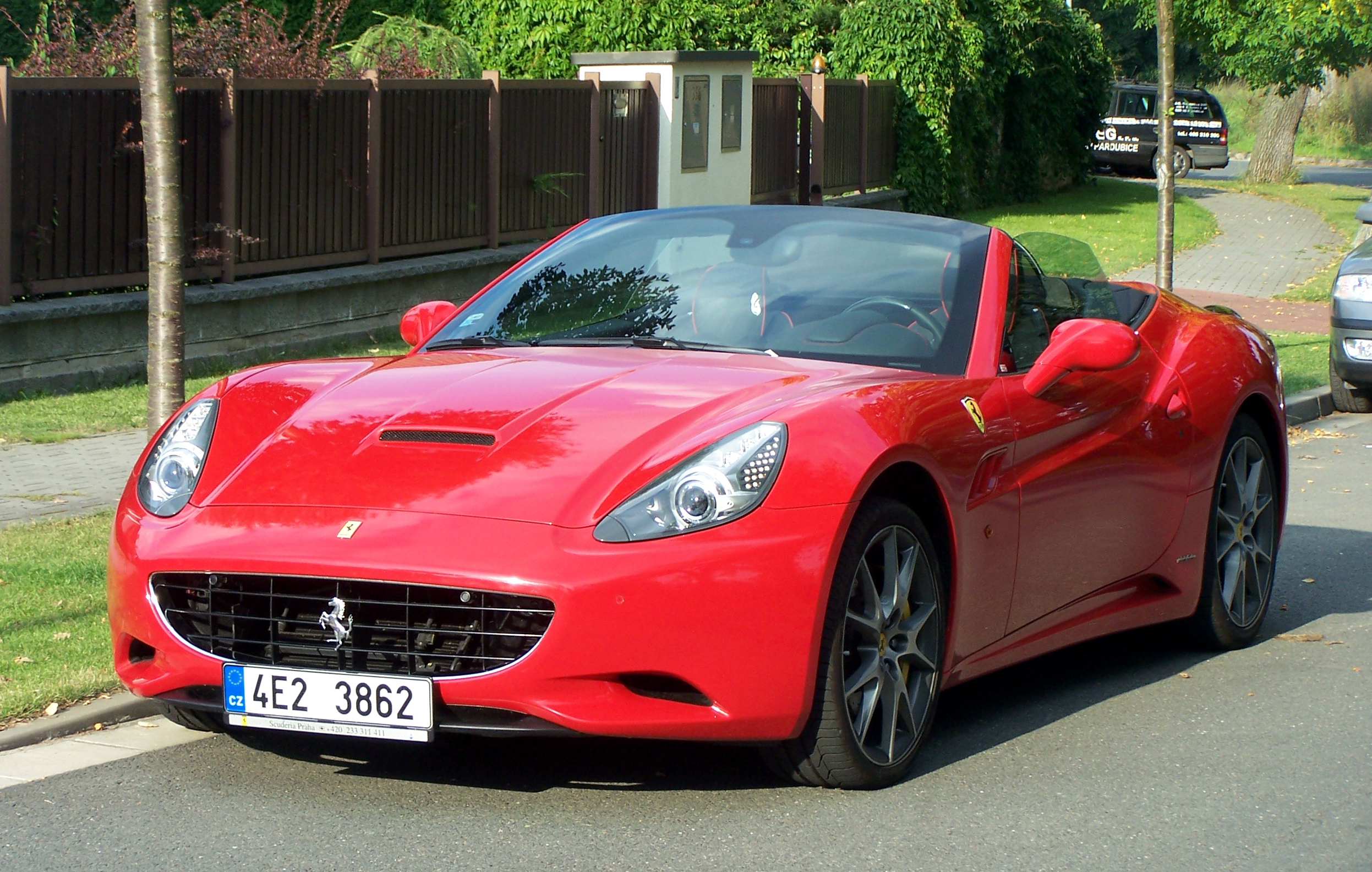
Ferrari California

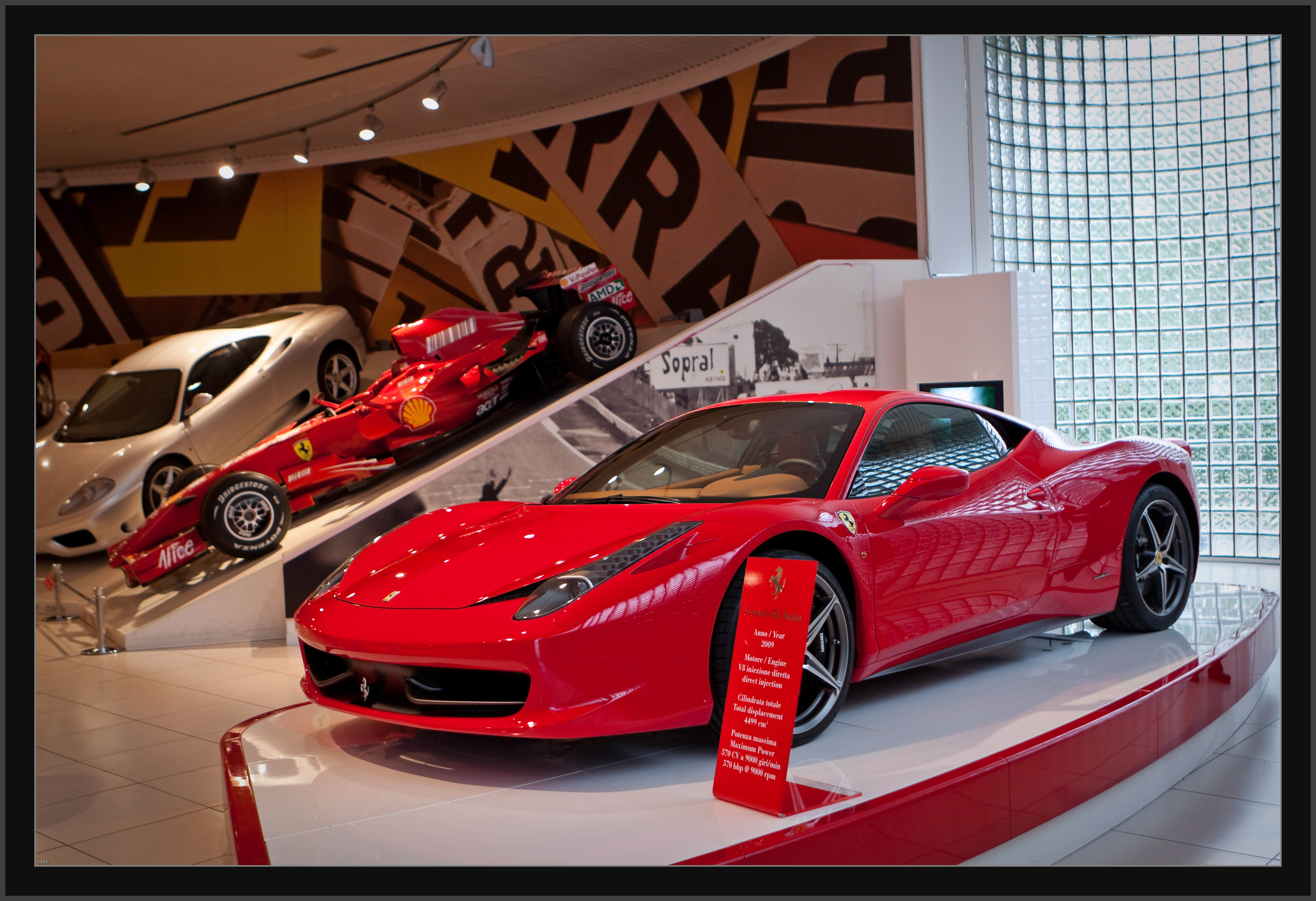
Ferrari 458 Italia

Ferrari – włoski producent samochodów sportowych i wyścigowych, a także supersamochodów z siedzibą w Maranello działający od 1938 roku.

## Historia
Przedsiębiorstwo założone zostało w 1938 roku przez Enzo Ferrari, od 1947 roku produkuje pojazdy marki Ferrari. W latach 1969 do 2016 należało do koncernu Fiata. W ramach tego koncernu, Ferrari znajdowało się w grupie Ferrari Maserati, która była niezależna konstrukcyjnie od pozostałych marek koncernu. Od 3 stycznia 2016 jest własnością Exor N.V. (22,91%), Piero Ferrari (10%) i prywatnych akcjonariuszy (67,09%). Siedziba przedsiębiorstwa znajduje się w Maranello we Włoszech.
Enzo Ferrari od 1929 roku prowadził stajnię wyścigową o nazwie Scuderia Ferrari i osiągał znaczne sukcesy w wyścigach samochodowych. 1947 przyniósł z kolei debiut modelu Ferrari 125 S z silnikiem 1,5 litra V12 (12 cylindrów).
Pojazdy cywilne Ferrari, produkowane od 1947 roku, znane ze swego wyszukanego stylu z domu Pininfarina, były i są symbolem luksusu. Ferrari korzystał również z designu innych projektantów, a mianowicie byli to Scaglietti, Bertone i Vignale.
Stosunkowo niewielkie silniki 8- i 12-cylindrowe w układzie V, odznaczające się wysokimi osiągami oraz specyficznym brzmieniem i piękny wygląd czynią wozy Ferrari obiektem pożądania.
W 2002 roku, kiedy sytuacja przedsiębiorstwa nie miała się najlepiej, Fiat (główny udziałowiec Ferrari) sprzedał 34% akcji bankowi Mediobanca za 768 mln USD. We wrześniu 2006 roku Fiat odkupił 29% akcji i posiadał 85% udziałów. 10% należy do syna Enzo Ferrariego, a pozostałe 5% w 2005 roku odkupił Mubadala Investment Company od banku Mediobanca.

### Logo
Logo producenta pochodzi z emblematu, jaki miał na swoim samolocie włoski pilot z czasów I wojny światowej, Francesco Baracca. Enzo Ferrari, będąc pod wrażeniem jego umiejętności, użył tego samego symbolu – czarnego rumaka, stojącego na dwóch tylnych nogach. Taki koń jest uważany we Włoszech za symbol szczęścia.

### Rekordy
Ferrari 250 GTO Stirlinga Mossa, kupione w lutym 2012 roku za 35 mln dolarów, przez anonimowego kolekcjonera, jest najdroższym Ferrari w historii. Model ten produkowany był latach 1962–1964, a powstało zaledwie 33 sztuki. Do napędu służy jednostka V12 o pojemności 3,0 l i mocy 304 KM, co pozwala osiągnąć przyspieszenie od 0 do 100 km/h w ciągu 6,1 sek. i maksymalną prędkość ok. 280 km/h.

### Ferrari w telewizji i w kinie
Już od dawna samochodów Ferrari używa się, przy kręceniu wielu światowej sławy produkcji. Auta tej marki były też pokazywane w znanym telewizyjnym serialu Miami Vice, gdzie występowały 2 modele:
- w pierwszym i drugim sezonie czarne Ferrari Daytona,
- w późniejszych białe Ferrari Testarossa.

Daytona z serialu była tak naprawdę repliką zbudowaną na bazie Chevroleta Corvette, a biała Testarossa została podarowana przez Ferrari, aby w coraz popularniejszym serialu grało prawdziwe auto.
W 2006 roku, w pełnometrażowym filmie Miami Vice reżyserii Michaela Manna, główny bohater poruszał się w samochodzie Ferrari, tym razem był to F430 Spider.
Również w serialu Magnum można było podziwiać czerwone Ferrari 308GTS.

## Modele samochodów

### Obecnie produkowane

#### Samochody sportowe
- Amalfi
- 12Cilindri

#### Supersamochody
- 296 GTB

#### SUV-y
- Purosangue

#### Limitowane
- Daytona SP3

### Historyczne
- 125 S (1947)
- 159 S (1947)
- 166 S (1948–1950)
- 166 MM (1948–1950)
- Spyder Corsa (1948–1950)
- 166 Inter (1948–1951)
- 195 S (1950)
- 195 Inter (1950–1951)
- 340 America (1950–1952)
- 212 Export (1950–1952)
- 340 America (1950–1952)
- 342 America (1952)
- 225 S (1952)
- 212 Inter (1951–1953)
- 342 America (1952–1953)
- 375 Plus (1954)
- 375 America (1953–1954)
- 375 MM (1953–1955)
- 735 LM (1955)
- 290 MM (1956)
- 410 S (1955–1956)
- Monza (1953–1957)
- 335 S (1957–1958)
- 410 Superamerica (1955–1959)
- 250 Testa Rossa (1957–1961)
- 250 GT (1957−1963)
- 400 Superamerica (1959–1964)
- 250 GTO (1962–1964)
- 500 Superfast (1964–1966)
- 365 California (1966–1967)
- 275 (1964–1968)
- 365 (1966–1970)
- 365 GTC/4 (1971–1972)
- Daytona (1968−1973)
- 365 GTB (1968−1973)
- 365 GTS (1969−1973)
- Dino (1968–1974)
- GT4 (1973–1980)
- 308 GTB (1975–1980)
- Meera S (1983)
- Berlinetta Boxer (1973–1984)
- 288 GTO (1984–1985)
- Testarossa F90 Speciale (1988)
- 365 GT4 2+2 (1972–1989)
- 412 Ventorosso (1989)
- Mythos (1989)
- F40 (1987–1992)
- 348 TB Zagato Elaborazione (1991–1992)
- Mondial (1980–1993)
- FZ93 (1993)
- 348 (1989–1995)
- FX (1995)
- 456 GT Venice (1996)
- 456 GT Saloon (1996)
- 456 GT Spyder (1996)
- F50 Bolide (1996)
- Testarossa (1984–1996)
- F50 GT (1996)
- F50 (1995–1997)
- F355 (1994–1999)
- 550 Maranello (1996–2001)
- 456 (1992–2003)
- Enzo Ferrari (2002–2004)
- 360 Modena (1999–2004)
- 575M Maranello (2002–2006)
- Superamerica (2005–2006)
- P4/5 by Pininfarina (2006)
- FXX (2005–2007)
- 575 GTZ (2006–2008)
- SP1 (2008)
- 550 GTZ Barchetta (2008)
- F430 (2004–2009)
- 599 GTZ Nibbio Zagato (2007–2009)
- P540 Superfast Aperta (2009)
- 612 Scaglietti (2004–2011)
- Superamerica 45 (2011)
- 599 GTB Fiorano (2006–2012)
- 599XX (2009–2012)
- SA Aperta (2010–2012)
- SP12 EC (2012)
- California (2008–2014)
- SP FFX (2014)
- F12 TRS (2014)
- SP America (2014)
- SP30 (2014)
- F60 America (2014)
- 458 Italia (2009–2015)
- Sergio (2015)
- FF (2011–2016)
- 458 MM Speciale (2016)
- SP275 RW Competizione (2016)
- California T (2014–2017)
- F12berlinetta (2012–2017)
- FXX-K (2015–2017)
- J50 (2017)
- LaFerrari (2013–2018)
- SP38 Deborah (2018)
- SP3JC (2018)
- 488 GTB (2015–2019)
- P80/C (2019)
- GTC4Lusso (2016–2020)
- Omologata (2020)
- BR20 (2021)
- SP48 Unica (2022)
- SP51 (2022)
- Monza SP (2019–2022)
- Portofino (2017–2023)
- F8 Tributo (2019–2023)
- KC23 (2023)
- SP-8 (2023)
- 812 Superfast (2017–2024)
- SF90 Stradale (2019–2024)
- Roma (2020–2024)

### Modele koncepcyjne
- Ferrari 365 P Berlinetta Speciale (1966)
- Ferrari 512 S Berlinetta Speciale (1966)
- Ferrari Modulo (1970)
- Ferrari Pinin (1980)
- Ferrari 408 Integrale (1987)
- Ferrari 408 4RM (1987)
- Ferrari Testa D’Oro Colani (1993)
- Ferrari Aurea (2005)
- Ferrari Italdesign GG50 (2005)
- Ferrari GG50 (2005)
- Ferrari Ascari (2005)
- Ferrari V4 motorcycle (2006)
- Ferrari Dino Concept (2007)
- Ferrari Millechili (2007)
- Ferrari Concept 2008 (2008)
- Ferrari F460 Tifosi (2008)
- Ferrari F250 (2008)
- Ferrari Zobin (2009)
- Ferrari FSX (2009)
- Ferrari 612 GTO (2010)
- Ferrari F150 Tensostruttura (2011)
- Ferrari Aliante (2012)